# Agustín Hamilton Johnston
Agustín Hamilton Johnston (n. Newcastle, condado de Northumberland; 1855 - f. Londres; 20 de febrero de 1921) fue un ciudadano británico, fundador de la comuna de Carlos Pellegrini, en la provincia de Santa Fe, Argentina.
Llegó a la Argentina en 1875, donde se casó con Ramona Rosario Cabral, oriunda de Córdoba, con quien tuvo un hijo llamado también llamado Agustín. De regreso a su país contrajo nuevamente matrimonio, sin embargo siguió manteniendo contacto con su hijo a través de cartas, algunas de las cuales fueron cedidas por él al Archivo Comunal de Carlos Pellegrini durante su visita en 1963 para los festejos del 75.º Aniversario.
- Datos: Q5660694